# Акургаль
Акургаль — правитель (енсі) стародавнього шумерського міста Лагаш. Його правління припадало приблизно на середину XXV століття до н. е.

## Правління
За часів його правління на територію Лагаша вторгся енсі сусідньої Умми, зруйнував збудовану Месалімом прикордонну стелу й захопив область Гуедін. Акургаль не зміг організувати пристойну відсіч, а обмежився тільки відрядженням посольства, яке правитель Умми з гнівом вигнав. Правління Акургаля було нетривалим.